# Myodocopida
A Myodocopida egyike a kagylósrákok Myodocopa alosztályába tartozó rendeknek.

## Jellemzőik
A rendhez tartozó fajok általános jellemzői: 
- változó vastagságú meszes carapax anteroventralis nyílással
- a középső izombenyomatok mintázata és helyzete változó és általában teknők középpontja mögött helyezkedik el
- gyengén fejlett zárosperem
- az antennulákról hiányoznak az úszó serték
- az antennák kétágúak: nagy protopodit és mozgatható, tagolt exopodit. Az endopodit visszafejlett,
- erős mandibuláris tapogatók

A rend elkülönítésekor fontos szempont volt az antennák átalakulása motorikus szervvé: az exopodit a mellső nyíláson keresztül kilép a carapaxból és evezőszerűen előre és hátrafelé mozog, előre hajtva az állatot

## Földtani jelentőség
A Myodocopidák első képviselői már a paleozoikumban megjelentek, de vékony teknőjük ritkák a fosszilis anyagban. A rend legjelentősebb öregcsaládja, a Cypridinoideák a devon óta élnek.

## Rendszerezés
A rend kb. 21 genuszt foglal magába mintegy 400 recens fajjal. A Myodocopidák rendjén belül 3 öregcsalád különíthető el:
- Cypridinoidea
- Sarsielloidea
- Cylindroleberidoidea